# 가미교구
가미교구(일본어: 上京区)는 일본 교토부 교토시에 있는 구 중 하나이다. 시의 중심부에 위치하고 일찍이 교토의 북똑에 해당했다. 동쪽에는 가모가와강이 흐른다. 교토부청도 이 구에 있다.

## 인접한 자치체
- 교토부
  - 교토시
    - 기타구
    - 나카교구
    - 우쿄구

## 역사
- 1879년 4월 10일 - 교토부에 가미교구가 생겼다.
- 1889년 4월 1일 - 시모교구와 합병해 쿄토시가 발족했다. 가미교구와 시모교구는 모두 교토시의 행정구가 되었다.
- 1929년 4월 1일 - 가미교구와 시모교구에서 사쿄구, 나카교구와 히가시야마구를 분구하였다.
- 1955년 9월 1일 - 가미교구에서 기타구를 분구하였다.

## 교육
- 도시샤 대학
- 도시샤 여자대학

## 교통

### 철도
- 교토시 교통국(교토 시영 지하철)
  - 가라스마선
    - (← 기타구 기타오지역) - 구라마구치역 - 이마데가와역 - (나카교구 마루타마치역 →)

## 시설
- 교토 어소
- 기타노 덴만구

## 인구
| 연도  | 인구    | ±%     |
| ----- | ------- | ------ |
| 1960  | 148,427 | —      |
| 1970  | 124,456 | −16.2% |
| 1980  | 99,262  | −20.2% |
| 1990  | 87,861  | −11.5% |
| 2000  | 84,187  | −4.2%  |
| 2010  | 83,264  | −1.1%  |
| 2015  | 85,113  | +2.2%  |
| 출처: |         |        |